# Исаковское сельское поселение (Смоленская область)
Иса́ковское се́льское поселе́ние — упразднённое муниципальное образование в составе Вяземского района Смоленской области России.
Административный центр — село Исаково.
Образовано Законом Смоленской области от 28 декабря 2004 года. Упразднено Законом Смоленской области от 25 мая 2017 года с включением всех входивших в него населённых пунктов в Степаниковское сельское поселение.

## Географические данные
- Общая площадь: 126,7 км²
- Расположение: восточная часть Вяземского района
- Граничил:
  - на севере — Ермолинским сельским поселением
  - на востоке — Тёмкинским районом
  - на юге — с Ефремовским сельским поселением
  - на западе — с Степаниковским сельским поселением
- Крупные реки: Жижала, Вороновка.

## Население
| 2007 | 2011 | 2012 | 2013 | 2014 | 2015 | 2016 |
| ---- | ---- | ---- | ---- | ---- | ---- | ---- |
| 736  | ↘703 | ↘702 | ↘701 | ↘700 | →700 | ↘678 |
| 2017 |      |      |      |      |      |      |
| ↘664 |      |      |      |      |      |      |

## Населённые пункты
В сельское поселение входили населённые пункты:
| №  | Населённый пункт | Тип     | Население |
| -- | ---------------- | ------- | --------- |
| 1  | Большая Азаровка | деревня |           |
| 2  | Бочкино          | деревня |           |
| 3  | Гужово           | деревня |           |
| 4  | Жегловка         | деревня |           |
| 5  | Исаково          | село    |           |
| 6  | Клин             | деревня |           |
| 7  | Костылевка       | деревня |           |
| 8  | Коханово         | деревня |           |
| 9  | Крутое           | деревня |           |
| 10 | Кумовая Яма      | деревня |           |
| 11 | Логвино          | деревня |           |
| 12 | Лукино           | деревня |           |
| 13 | Малая Азаровка   | деревня |           |
| 14 | Никитинка        | деревня |           |
| 15 | Пушкино          | деревня |           |
| 16 | Рябиково         | деревня |           |
| 17 | Сомово           | деревня |           |

### Упразднённые населённые пункты
- Баламутовка, деревня
- Ведерники, деревня /престольный праздник — Ильин день в честь пророка Ильи, 2 августа/
- Волково, деревня
- Борисовка, деревня
- Костино, хутор
- Низовка, деревня
- Твердуново, деревня — бывшая усадьба А. С. Даргомыжского. Решением Смол. Облисполкома № 358 от 11.06.1974 г. дер. Твердуново объявлено достопримечательным местом.

## Местное самоуправление
Главой поселения и Главой администрации является Петров Александр Иванович

## Экономика
Сельхозпредприятия, магазины, строительные организации.